# Zhu Yingwen
Zhu Yingwen (traditionell kinesiska: 朱穎文?, förenklad kinesiska: 朱颖文?, pinyin: Zhū Yǐngwén), född 9 september 1981 i Shanghai, är en kinesisk simmare som ingick i det kinesiska lag som tog silver på 4x200 meter frisim vid OS 2004.

### Fotnoter
1. ↑  ”Zhu Yingwen Bio, Stats, and Results - Olympics at Sports.reference.com”. sportsreference.com. Sportsreference. Arkiverad från originalet den 31 augusti 2009. https://web.archive.org/web/20090831125917/http://www.sports-reference.com/olympics/athletes/zh/zhu-yingwen-1.html. Läst 1 december 2015.